# Landcruising
Landcruising — студийный альбом американского музыканта Карла Крэйга, вышедший в 1995 году.

## Об альбоме
После весьма заметных работ изданных под псевдонимами Psyche, 69 и BFC в 1995 году Карл Крэйг выпустил свой первый альбом под собственным именем на английском лейбле Blanco Y Negro.
Этим альбомом Крэйг как бы дистанцировался от танцпола и представленная тут музыка предназначена скорее для домашнего прослушивания. Судя по всему «Landcruising» это срез той музыки, что повлияла на музыкальное мировоззрение артиста. В каких то треках слышатся отсылки к творчеству Kraftwerk и Tangerine Dream, в каких-то отсылки к саундтрекам Эннио Морриконе, а где-то явно видно увлечение оркестровым диско 1970-х годов.
В альбоме Крэйг нашёл свою собственную, уникальную, смесь из элементов прошлого и будущего. И с этого альбома звучание его музыки приобрело характерный настрой, что прослеживается до сих пор.

## Список композиций
1. Mind Of A Machine — 9:20
2. Science Fiction — 8:04
3. A Wonderful Life — 6:27
4. Technology — 7:07
5. They Were — 5:59
6. Landcruising — 3:46
7. Einbahn — 5:22
8. One Day Soon — 5:03
9. Home Entertainment — 6:43